# El tinent corrupte (pel·lícula de 2009)
El tinent corrupte (títol original en anglès, Bad Lieutenant: Port of Call New Orleans) és una pel·lícula dramàtica de comèdia negra estatunidenca del 2009 dirigida per Werner Herzog i protagonitzada per Nicolas Cage, Eva Mendes, Tom Bower, Jennifer Coolidge, Alvin 'Xzibit' Joiner, Val Kilmer i Brad Dourif. Encara que el títol i la història de la pel·lícula s'assemblen vagament als de la pel·lícula El tinent corrupte d'Abel Ferrara de 1992, segons Herzog, no és ni una seqüela ni una nova versió; el seu únic punt en comú és un policia corrupte com a personatge central. No obstant això, Abel Ferrara va expressar la seva consternació cap a la pel·lícula dirigida per Herzog. Les dues pel·lícules van ser produïdes per Edward R. Pressman. S'ha doblat al català.
La pel·lícula es va projectar el 9 de setembre de 2009 al 66è Festival Internacional de Cinema de Venècia on Herzog va guanyar el premi especial de la Fundació Christopher D. Smithers. Es va estrenar als cinemes dels Estats Units el 20 de novembre de 2009.